# Be Alright (Dean Lewis)
Be Alright è un singolo del cantautore australiano Dean Lewis, pubblicato il 29 giugno 2018 come primo estratto dal primo album in studio A Place We Knew.
È stato candidato per quattro premi agli ARIA Award.

## Accoglienza
Allison Gallagher per The Brag Magazine ha definito la canzone «stupefacente» e «strabiliante», dicendo: «Una meditazione schietta e abbastanza sincera sul tradimento romantico e sul dolore commovente del passato, Lewis consegna i suoi testi accompagnati da una strumentazione relativamente rara e cruda. Con un ritornello carico e pieno di speranza, Be Alright è il tipo di ballata che ti dà speranza e allo stesso tempo disperazione.»
RJ Frometa di Vents Magazine ha dichiarato: «[Lewis] cattura perfettamente il dolore straziante che si accompagna alle difficoltà di una rottura. Ma mentre affronta candidamente l'angoscia, il ritornello è carico di speranza; il riconoscimento che questo dolore è solo temporaneo».

## Video musicale
Il video musicale, diretto da Jessie Hill e girato a Città del Messico, è stato reso disponibile il 12 luglio 2018 attraverso il canale YouTube di Lewis. La protagonista del video è Maria Evoli. La clip ha ottenuto il titolo di Miglior video agli ARIA Award 2018.

## Tracce
Testi e musiche di Dean Lewis e Jon Hume.
Download digitale
1. Be Alright – 3:16

Download digitale – Acoustic
1. Be Alright (Acoustic) – 3:17
2. Be Alright (Guitar Acoustic) – 3:17
3. Be Alright – 3:16

## Formazione
- Dean Lewis – voce, cori, chitarra elettrica, chitarra acustica
- Nick Atkinson – cori, produzione
- Edd Holloway – programmazione della batteria, tastiera, produzione
- Dylan Nash – produzione aggiuntiva
- Edd Holloway – ingegneria del suono
- Mark "Spike" Stent – missaggio
- Joe LaPorta – mastering

## Classifiche

### Classifiche settimanali
| Classifica (2018-19) | Posizione massima |
| -------------------- | ----------------- |
| Australia            | 1                 |
| Austria              | 7                 |
| Belgio (Fiandre)     | 1                 |
| Belgio (Vallonia)    | 2                 |
| Canada               | 27                |
| Croazia              | 66                |
| Danimarca            | 5                 |
| Estonia              | 9                 |
| Francia              | 34                |
| Germania             | 8                 |
| Grecia               | 18                |
| Irlanda              | 4                 |
| Islanda              | 3                 |
| Italia               | 57                |
| Lettonia             | 19                |
| Lituania             | 9                 |
| Lussemburgo          | 3                 |
| Malaysia             | 3                 |
| Norvegia             | 2                 |
| Nuova Zelanda        | 3                 |
| Paesi Bassi          | 7                 |
| Polonia              | 7                 |
| Portogallo           | 35                |
| Regno Unito          | 11                |
| Repubblica Ceca      | 13                |
| Romania              | 52                |
| Singapore            | 1                 |
| Slovacchia           | 13                |
| Slovenia             | 11                |
| Stati Uniti          | 23                |
| Svezia               | 2                 |
| Svizzera             | 6                 |
| Ungheria             | 20                |

### Classifiche di fine anno
| Classifica (2018) | Posizione |
| ----------------- | --------- |
| Australia         | 4         |
| Austria           | 44        |
| Belgio (Fiandre)  | 29        |
| Belgio (Vallonia) | 65        |
| Danimarca         | 33        |
| Estonia           | 58        |
| Germania          | 84        |
| Islanda           | 43        |
| Nuova Zelanda     | 40        |
| Paesi Bassi       | 44        |
| Svezia            | 17        |
| Svizzera          | 51        |
| Classifica (2019) | Posizione |
| Australia         | 27        |
| Belgio (Fiandre)  | 28        |
| Belgio (Vallonia) | 52        |
| Canada            | 46        |
| Danimarca         | 22        |
| Francia           | 80        |
| Germania          | 66        |
| Islanda           | 17        |
| Lettonia          | 84        |
| Norvegia          | 14        |
| Nuova Zelanda     | 48        |
| Paesi Bassi       | 70        |
| Portogallo        | 90        |
| Slovenia          | 31        |
| Stati Uniti       | 54        |
| Svezia            | 37        |
| Svizzera          | 46        |
| Classifica (2020) | Posizione |
| Australia         | 67        |
| Danimarca         | 85        |
| Classifica (2021) | Posizione |
| Australia         | 80        |
| Danimarca         | 105       |
| Classifica (2022) | Posizione |
| Danimarca         | 60        |

### Classifiche di fine decennio
| Classifica (2010-19) | Posizione |
| -------------------- | --------- |
| Australia            | 64        |
| Norvegia             | 35        |